# 水口レイピア

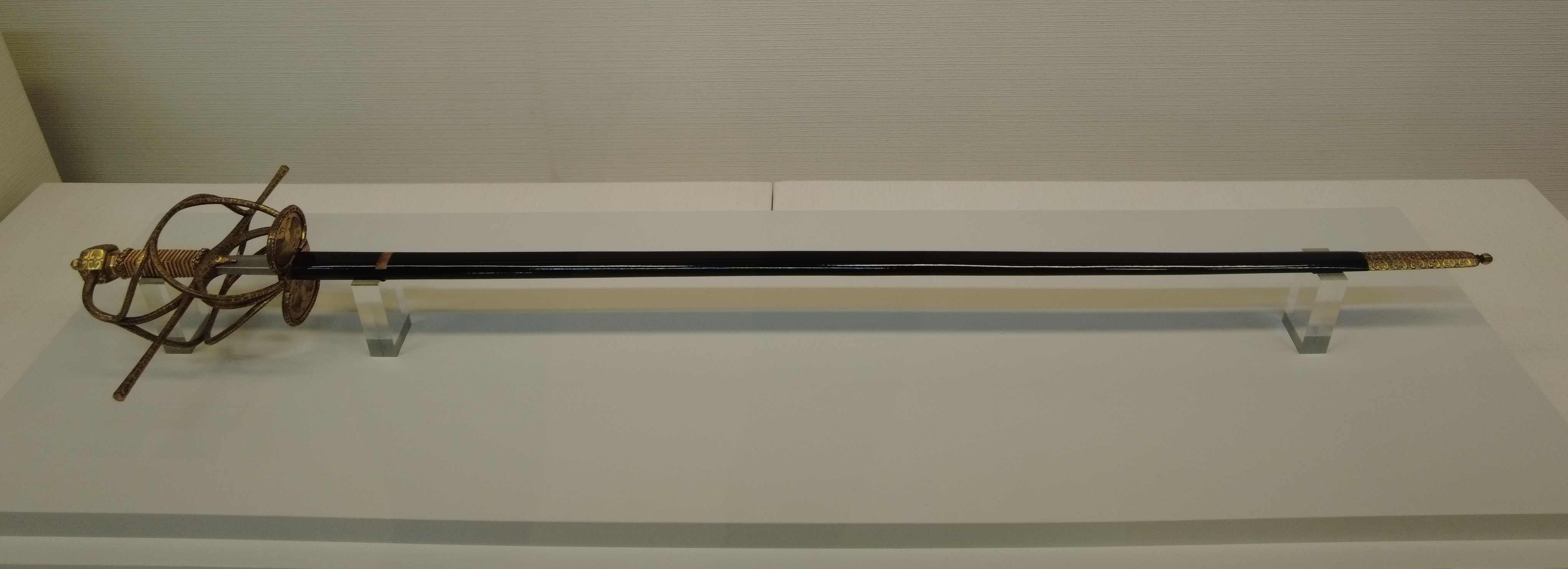
水口レイピア（水口城資料館に展示）

水口レイピア（みなくちレイピア）は、江戸時代初期（17世紀前半）に日本で作られたとされるレイピア（十字形洋剣）。現在は滋賀県甲賀市水口町にある藤栄神社収蔵（水口歴史民俗資料館へ寄託）。

## 概要
国内に現存する唯一のレイピアとされており、本作が所在する地域名を冠して水口レイピアと呼ばれている。地元には、レイピアは加藤嘉明が豊臣秀吉より拝領したと伝承されており、嘉明を水口藩の祖として祭る藤栄神社に伝来していた。ただし、嘉明が南蛮文化に強い好奇心を抱いており、南蛮伝来の鎧兜や槍にまとうビロードを所持したという傍証があるものの、秀吉から嘉明へ伝来したとされる伝承を裏打ちし由来を示す資料は全く残っていない。1987年（昭和62年）に水口歴史民俗資料館へ寄託されて以来、同館に保管されている。
1951年（昭和26年）には銃砲刀剣類登録を受け、その存在自体は以前から知られていたと考えられるが、来歴にまつわる資料などが存在しないため学術的には注目されていなかった。2013年（平成25年）に水口歴史民俗資料館を訪れた東京文化財研究所広領域研究室長の小林公治が研究の必要性に気づき、甲賀市教育委員会らと研究チームを発足して調査をはじめた。
メトロポリタン美術館のキュレーターで同館の武器・鎧部門長を務めるピエール・テルジャニアンは、柄は日本製であり、刀身もヨーロッパ製ではなく日本か少なくともアジア製であるとの見解を示している。もともとはヨーロッパから伝来したとされてきたが、こうした研究結果から現在では日本の刀工らがヨーロッパのレイピアを模して作った写しと考えられている。
水口城の記念スタンプには、水口レイピアがあしらわれている。

## 作風

### 刀身
刃渡り76.2センチメートル、柄の長さは16.8センチメートルで、総重量はおよそ890グラム。また、SPring-8による断面の分析でミルフィーユ状の層が確認され、「折り返し鍛錬」と呼ばれる日本刀と同様の製法で製造されたと判明した。

### 外装
刀身のほかに、黒漆塗の鞘も伝わっている。鍔には双頭の鷲の文様が描かれ、柄には彫金の一種である毛彫が施されている。CTスキャナ分析によって柄と刀身とが当時の鉄砲鍛冶の技術を応用し、ねじ構造で結合されたとわかり、テルジャニアンはこれが西洋のレイピアには見られない構造だと指摘している。